# Solitaire-Klasse
Die Solitaire-Klasse war eine Klasse von zwei 64-Kanonen-Linienschiffen (Zweidecker) der französischen Marine, die von Antoine Groignard entworfen wurde und von 1776 bis 1788 in Dienst stand.

## Einheiten
| Name      | Bauwerft             | Kiellegung    | Stapellauf        | Indienststellung | Verbleib |
| --------- | -------------------- | ------------- | ----------------- | ---------------- | --- |
| Réfléchi  | Arsenal de Rochefort | Mai 1772      | 25. November 1776 | Februar 1777     | Ab November 1788 Hulk in Brest, 1793 umgebaut (Razee) und in Turot umbenannt, anschließende Verwendung unbekannt |
| Solitaire | Arsenal de Brest     | Dezember 1773 | 22. Oktober 1774  | März 1776        | Im Dezember 1782 durch die Royal Navy gekapert; als Solitaire in Dienst, im Mai 1786 verkauft                    |

## Technische Beschreibung
Die Klasse war als Batterieschiff mit zwei durchgehenden Geschützdecks konzipiert und hatte eine Länge von 50,03 Metern (Geschützdeck) bzw. 46,13 Metern (Kiel), eine Breite von 13,32 Metern und einen Tiefgang von 6,66 Metern bei einer Verdrängung von 1090/2200 Tonnen. Sie waren Rahsegler mit drei Masten (Fockmast, Großmast und Kreuzmast). Der Rumpf schloss im Heckbereich mit einem Heckspiegel, in den Galerien integriert waren, die in die seitlich angebrachten Seitengalerien mündeten.
Die Besatzung hatte im Frieden eine Stärke von 500 Mann und im Kriegsfall von 589 Mann (9 Offiziere und 491 bzw. 580 Unteroffiziere bzw. Mannschaften). Die Bewaffnung der Klasse bestand aus 64 Kanonen.
|        | Unteres Batteriedeck | Oberes Batteriedeck | Backdeck      | Achterdeck    | Kanonen (Geschossgewicht) |
| ------ | -------------------- | ------------------- | ------------- | ------------- | ------------------------- |
| Design | 26 × 24-Pfünder      | 28 × 12-Pfünder     | 4 × 6-Pfünder | 6 × 6-Pfünder | 64 Kanonen (249,65 kg)    |